# Peter Pellandine
Peter Pellandine je utjecajni dizajner i proizvođač automobila i vozila na parni pogon u Ujedinjenom Kraljevstvu i Australiji.

## Biografija
Zajedno s Keith Waddingtonom osnovao je 1955.g. tvrtku Ashley Laminates, od koje se 1956. izdvojio i osnovao tvrtku Falcon Shells. Godine 1962. prodao je tvrtku, te preselio u Australiju. Godine 1970. osnovao je tvrtku Pellandini Cars koja je prodavala automobile izrađene na osnovi modela BMC Mini i Volkswagen, te započela pokuse, pod sponzorstvom australske vlade, s automobilima na parni pogon. Godine 1977. seli ponovno u Englesku, osniva Pelland Engineering, dok se 1990-tih ponovno vraća u Australiju gdje radi na usavršavanju automobila na parni pogon (Pelland Steamer).